# Viaduc de la Clidane
Le viaduc de la Clidane est un pont en poutre-caisson français qui permet à l'autoroute A89 de franchir la Clidane entre les communes de Bourg-Lastic et de Messeix, dans le département du Puy-de-Dôme.